# Jan Palouš
Jan Palouš, född 25 oktober 1888 i České Budějovice i Böhmen, Österrike-Ungern, död 25 september 1971 i Prag, Tjeckoslovakien, var en ishockeyspelare som representerade Böhmen och Tjeckoslovakien. Han blev olympisk bronsmedaljör i Antwerpen 1920 och kom på femte plats i Chamonix 1924. 1911 och 1914 vann han Europamästerskapet i ishockey för Böhmen.

## Meriter
- OS-brons 1920